# Мандариновый сок
Мандариновый сок — фруктовый сок из мякоти свежих мандаринов. Мандариновый сок содержит взвешенные измельчённые кусочки мякоти, имеет приятный аромат за счёт летучих веществ, содержащихся в кожуре и частично переходящих в сок. Мандариновый сок богат каротином.
В домашних условиях мандариновый сок получают на различного типа соковыжималках для цитрусовых. В промышленном производстве мандариновый сок получают прессованием очищенных от кожуры плодов либо высверливанием мякоти плодов, разрезанных пополам. Отходы и потери при получении мандаринового сока составляют 43 %. В СССР мандариновый сок производили натуральным (без добавления сахара) и подслащённым. Натуральный мандариновый сок готовят без добавления воды, кислот, ароматических, консервирующих и красящих веществ. Выжатый сок фасуют в герметическую стеклянную или жестяную лакированную тару и стерилизуют. Из мандаринового сока с добавлением сахара готовят пастеризованный и непастеризованный мандариновый сироп, который используется для приготовления безалкогольных напитков и кондитерских изделий.